# 5892 Milesdavis
5892 Milesdavis è un asteroide areosecante. Scoperto nel 1981, presenta un'orbita caratterizzata da un semiasse maggiore pari a 2,3838096 UA e da un'eccentricità di 0,3031808, inclinata di 4,58444° rispetto all'eclittica.